# 岔江站
岔江站是位于中华人民共和国贵州省黔西南布依族苗族自治州兴义市乌沙镇岔江村的一个铁路车站，建于1997年，目前为五等站，隶属中国铁路昆明局集团昆明车务段管辖，西距昆明站276公里，东距威舍站32公里，南宁站552公里。

## 旅客列车
该站仅办理昆明与红果间普慢列车的旅客乘降；不办理货运业务。